# Педро Фройлас де Траба

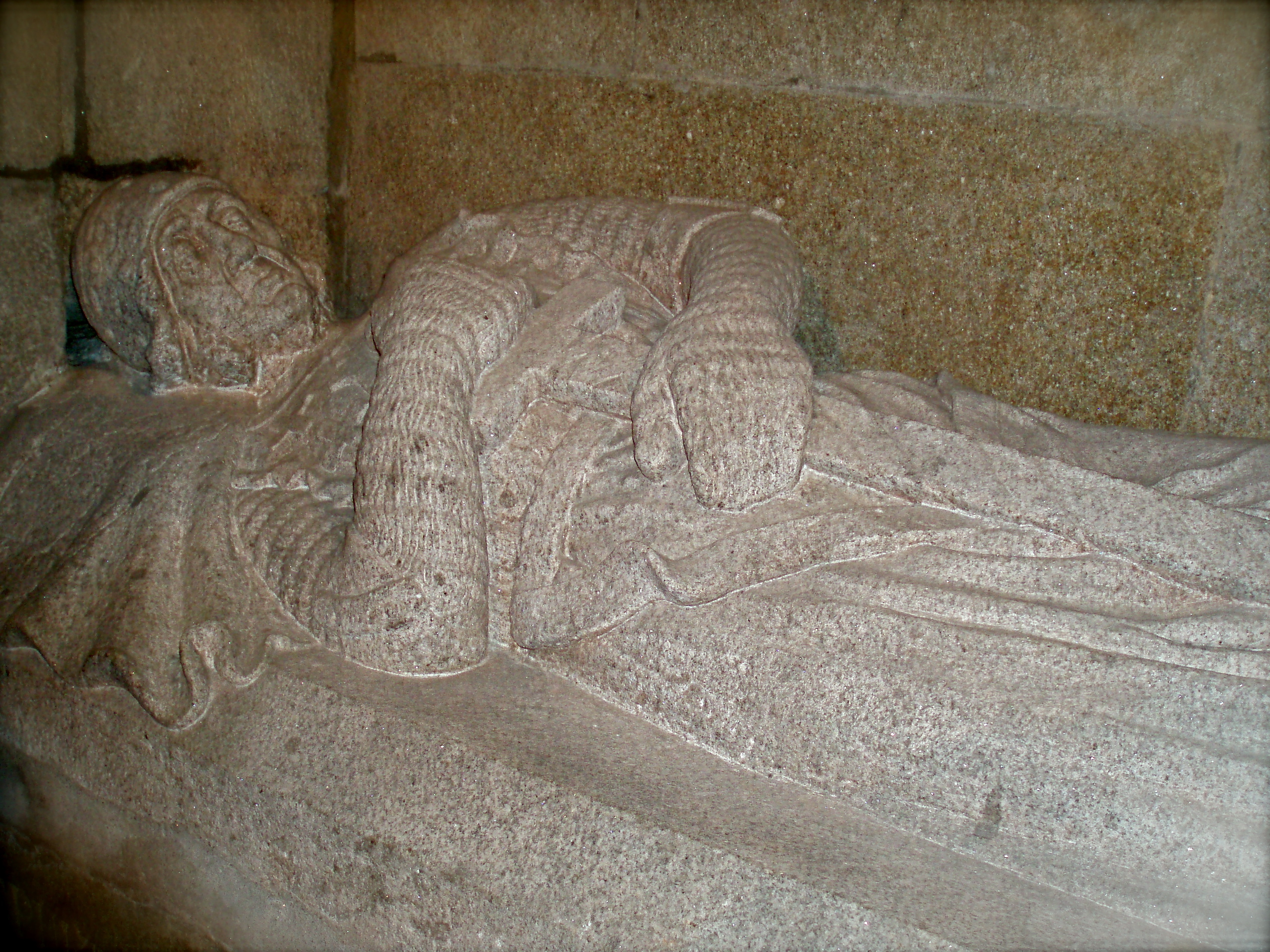
Гробница Педро Фройласа де Трабы в Капелле Реликвий кафедрального собора Сантьяго-де-Компостела

Педро Фройлас де Траба (галис. и исп. Pedro Fróilaz de Traba; упоминается в 1086—1126 годах) — крупный и влиятельный магнат в Королевстве Галисия в первой четверти XII века. Согласно Historia compostelana, он был энергичен … воинственный … великой силы … человек, который боялся Бога и ненавидел беззаконие, «ибо сам Диего Жельмирез» кормил его, как духовного сына, пищей святого учения. Воспитанный при дворе императора Альфонсо VI, Педро воспитал будущего императора Альфонсо VII в своём доме. Вокруг Педро Фройласа, графа де Траба, и Диего де Жельмиреза образовалась «галисийская партия», которая господствовала в этом регионе во время бурного правления королевы Урраки Кастильской (1109—1126). В сентябре 1111 года они даже короновали ребёнка Альфонсо в Сантьяго-де-Компостела, но именно Педро был императором в orbe Galletiae («император в пределах Галисии»).
Много путешествовавший и имевший хорошие связи, особенно благодаря престижным бракам своих многочисленных дочерей — у него было по меньшей мере шестнадцать законных детей от двух жён, — Педро Фройлас был не только политическим и военным деятелем, но и религиозным. Незадолго до 1109 года он основал первый религиозный дом для женщин в Галисии. Благодаря своей щедрости к Собору Святого Иакова в Компостеле, Педро стал самым известным испанским дворянином своей эпохи.

## Семья

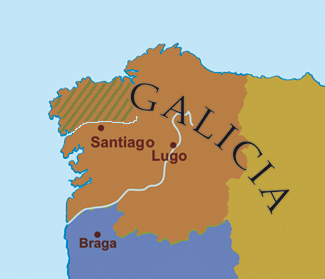
Территорией, которой непосредственно управлял Педро Фройлас, была Трастамара, то есть земля за рекой Тамбре, к северу от Сантьяго-де-Компостела.

Педро был сыном Фройлы Вермудес де Траба (? — 1091) и его жены Эльвиры де Фаро. Первое упоминание о Педро относится к 9 ноября 1086 года, когда он подписался в пожертвовании своего отца монастырю Сан-Мартин-де-Хубиа, ныне Куто. Согласно «Истории Компостеланы», Педро с детства воспитывался при дворе короля Альфонсо VI Леонского. Его первой женой была Уррака Фроилас, дочь Фройлы Ариаса и Ардио Диас. Они поженились незадолго до 12 августа 1088 года, хотя документ, сохранившийся только в копии XVIII века, записывает их брак 11 августа 1102 года. К 6 мая 1105 года Педро вторым браком женился на Майор (Гунтроде) Родригес (де Барсена), дочери Родриго Муньоса. Майор была главной благотворительницей собора Луго (14 июня 1112 года) и монастырей Хубия (26 декабря 1114 года) и Саагун (26 марта 1125 года). Последний раз она была зарегистрирована живой 6 января 1129 года и, вероятно, умерла вскоре после этого.
От первой жены Педро имел троих сыновей и двух дочерей. Старший сын, Бермудо, в конечном счёте будет политически затмён вторым, Фернандо. Другим его сыном была Фройла, а дочерьми — Химена и Лупа (замужем за Мунио Пелаесом). От второй жены у Педро было шесть дочерей — Эльвира (муж — Гомес Нуньес), Эстефания, Ильдуара (1-й муж — Ариас Перес, 2-й муж — португальский дворянин Афонсу Эгас), Санча, Тода (муж — Гутьерре Бермудес), и Уррака — и пять сыновей — Родриго, Гарсия, Мартин, Санчо и Веласко. Отношение любого из детей Педро к одной из двух его жён во многих случаях является неопределённым. В летописи картулярия монастыря Собрадо перечисляются только пять сыновей и дочь, не называя, например, их матери.
Возможно, у него была вторая дочь по имени Тода, которая вышла замуж за Гутьерре Осорио из провинции Леон, а также дочь по имени Ева, жена Гарсии Гарсеса де Аза. Историк Энрике Флорес назвал Гомеса Нуньеса ещё одним зятем не позднее 1117 года. Сын Педро Гарсия, возможно, женился на Эльвире, незаконнорождённой дочери королевы Урраки и её любовника Педро Гонсалеса де Лары. Этот брак должен был состояться, если вообще имел место, между 1120 и 1126 годами и должен был примирить галисийскую и придворную фракции.

## Политическая карьера

### Последователь графа Раймунда Галисийского (1090—1107)

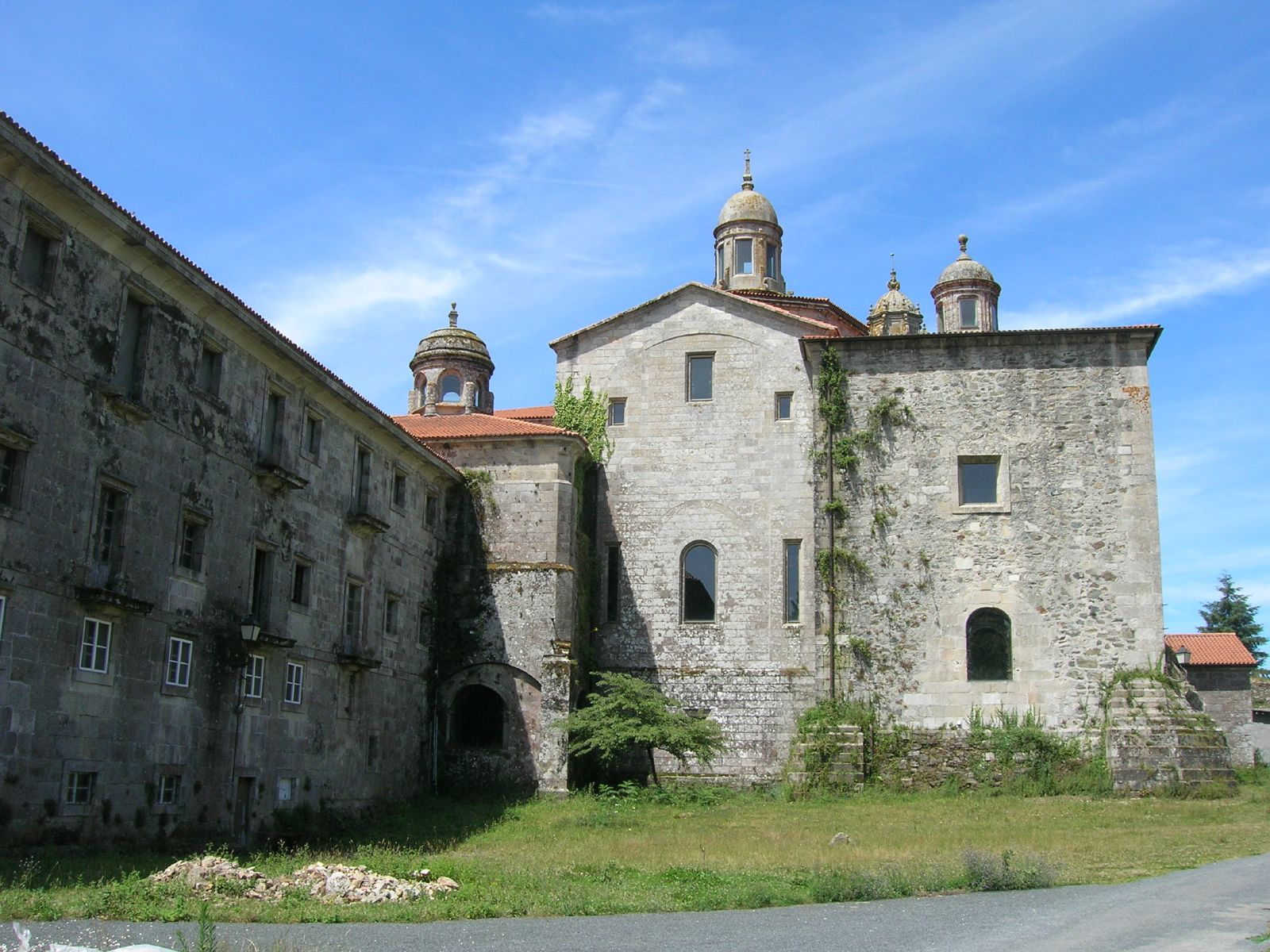
Монастырь Собрадо был пожалован двум старшим сыновьям Педро Фройласа в 1118 году

В январе 1090 года Педро Фройлас де Трабаа управлял Феррейрой в Галисии и описан в королевской хартии как доминатор Феррари (лорд Феррейры, ныне часть Користанко). Единственная историческая ссылка на Педро, которая называет его так, как он теперь широко известен, — это недатированный фрагмент хартии короля Альфонсо VI, который называет его Петро Фройлаз де Трауа. Именно историк XIII века Родриго Хименес де Рада несколько столетий спустя положил начало историографической традиции, которой следуют и по сей день, называя Педро и его потомков «де Траба». Его формулировка — Petrus de Trava in Gallecia — может быть выведено из соответствующего отрывка в Historio compostelana, где Педро назван Petrus Froylaz Comes de Trava.
К 11 января 1096 года Педро Фройлас получил титул «граф» (лат. comes) — самый высокий титул, дарованный в королевствах Леон и Кастилия. В том же году он обратился к королю с просьбой вмешаться и разрешить его спор с аббатством Самоса, что король и сделал. К марту 1098 года он управлял Трабой, от которой его семья должна была получить свой повторяющийся топоним. В королевских хартиях его иногда называют comes de Ferraria (граф Феррейра), а иногда comes de Traba (граф Траба). Педро Фройлас был сторонником и вассалом графа Раймонда Галисийского и его жены Урраки. Вскоре после его рождения в 1105 году сын Раймунда и Урраки, Альфонсо Раймундес, был отдан на попечение графа Педро. Не было ничего необычного в том, что отпрыски знатных домов воспитывались в других, обычно в более высоких семьях.

### Образование «Раймундистской партии» (1107—1109)

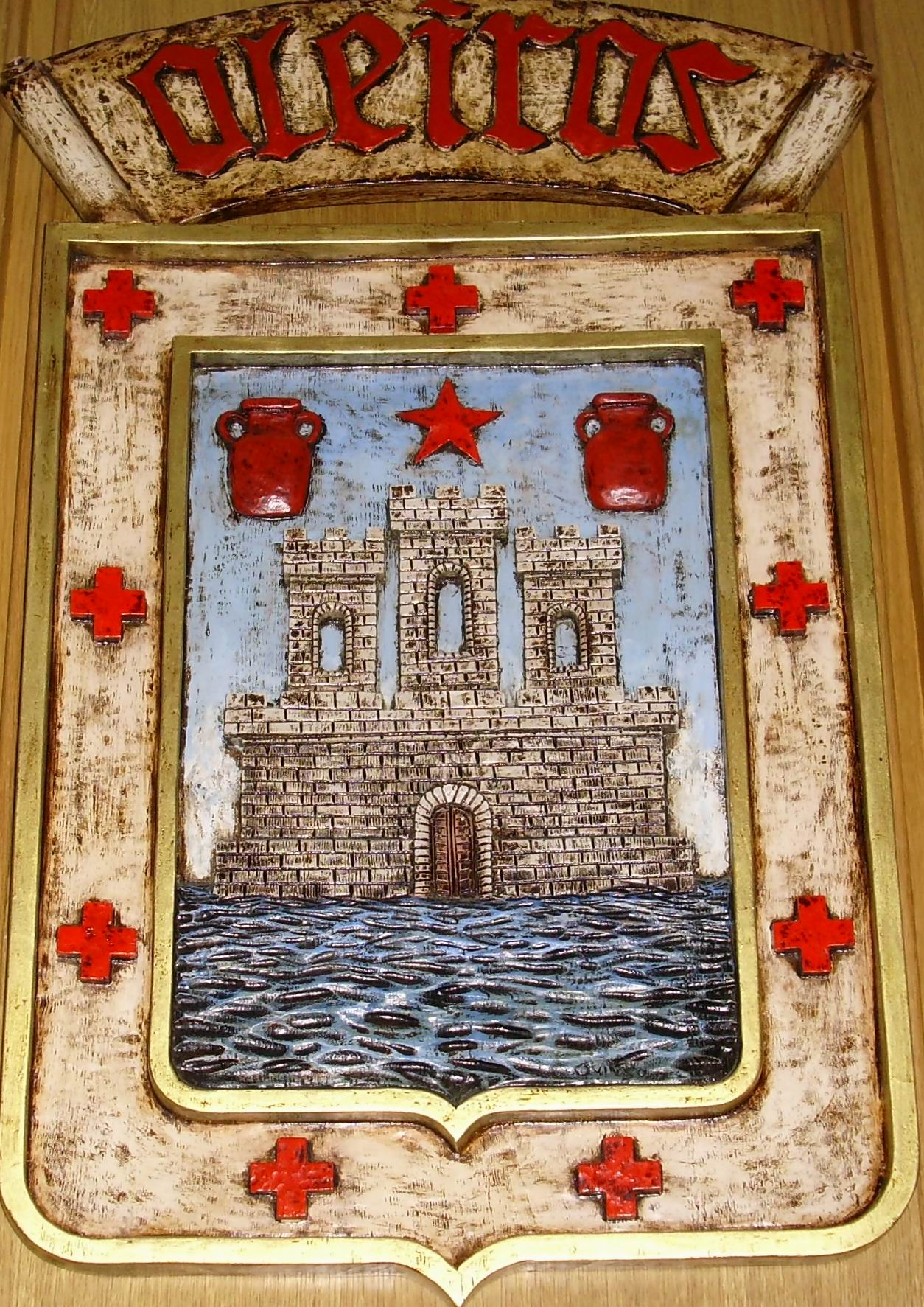
Герб Олейроса, изображающий замок на берегу моря. Замок в Олейросе, вероятно, первоначально был построен как защита от викингов, и он был пожалован Педро Фройласу в 1112 году.

После смерти Раймонда Бургундского его вдова Уррака пожертвовала галисийский монастырь архиепископии Сантьяго-де-Компостела, подписав хартию, датированную 13 декабря 1107 года, как imperatoris filia et totius gallecie domina. Важные галисийские епископы Луго, Мондоньедо, Туи и Оренсе вместе с Педро Фроиласом и астурийским магнатом Суэро Бермудесом присутствовали, чтобы подтвердить пожертвование, которое, вероятно, было предназначено для обеспечения поддержки Диего Гельмиреса во время правления королевы Урраки в Галисии. В 1107 году Педру также подтвердил королевское пожертвование монастырю Каабейро, подписавшись как «граф Педро Галисийский», с двумя своими старшими сыновьями рядом с ним, хотя графский титул и территориальное обозначение (Галисия) не были напрямую связаны. Неясно, был ли он назван преемником Раймонда в Галисии Альфонсо VI. Авторы Historia compostelana, конечно, не признавали этого, но, возможно, по партийным соображениям. Однако начиная с 1109 года власть и влияние Педро в Галисии были таковы, что он называл себя «графом Галисии» (gallecie comes), хотя и не контролировал всю провинцию. Это произошло 22 июля, вскоре после смерти короля Леона Альфонсо VI и вступления на престол его дочери Урраки, которая стала его наследницей после смерти Санчо Альфонсеса в битве при Уклесе (1108). Он продолжал использовать этот титул до 1122 года. Судебный документ, и, таким образом, не имеющий королевского одобрения в своих деталях, датированный 1 ноября 1109 года, ссылается на «герцога Дона Педро Фройласа, который [управляет] близлежащей территорией Собрадо». Королевская хартия от 23 мая 1121 года, называющая Педро графом в maritimis («в приморской провинции»), вероятно, является точным описанием сферы его государственной власти: атлантические прибрежные земли Галисии, особенно те, что находятся к северу от реки Тамбре и охватывают Ла-Корунью. Признаком его славы является то, что в письме Вильгельма IX, герцога Аквитанского, к Диего Жельмирезу по случаю его паломничества в Сантьяго-де-Компостела его называли Petro Galliciensi comite («Педро, галисийский граф»).

### Война с Альфонсо Воителем (1110—1112)
Когда осенью 1109 года Уррака Леонская вышла замуж за короля Арагона и Наварры Альфонсо Воителя, Педро Фройлас был против этого брака, который мог бы помешать наследованию сына Урраки и Раймонда. Через несколько месяцев после свадьбы Педро восстал в Галисии против власти кастильской королевы Урраки. В начале мая 1110 года Альфонсо I Воитель вступил в Галисию с армией. Незадолго до начала июля он опустошил земли графа Педро Фройласа, но без особого успеха. В конце лета того же года группа галисийцев во главе с Педро и молодым Альфонсо посетила королеву Урраку в Кастрохерисе, где Уррака заявила, что заключает мир со своим бывшим мужем. Это побудило Педро Фройласа обратиться за советом к Генриху, графу Португалии, который был родственником Раймунда Галисийского и самым могущественным человеком на западе королевства. По совету Генриха Педро арестовал сторонников королевы, которые путешествовали вместе с ним, и вернулся в Галисию, где начал переговоры с королевой. В обмен на свободу своих сторонников Уррака сдала замок Santa María de Castrelo на границе Галисии с Португалией. Это приобретение обеспечило связь Педо Фройласа с Генрихом Португальским на будущее.
Осенью 1110 года Педро поселил свою жену, Майор Родригес, и своего подопечного Альфонсо в недавно приобретённом замке. Один из сторонников королевы, мелкий дворянин по имени Ариас Перес, напал внезапно и вынудил Педро отступить, оставив жену и атаковав осаждённых в замке. Педро умолял Диего Жельмиреза договориться об условиях, но как только он это сделал и осада была снята, королева Уррака заключила Педро, Диего, Альфонсо и Майор в тюрьму. Епископа вскоре отпустили, чтобы он мог начать переговоры непосредственно с графом Педро. Он был освобождён, вероятно, в январе 1111 года.
19 сентября 1111 года Диего Жельмерез и Педро короновали молодого Альфонсо в Сантьяго-де-Компостела. Согласно Historia compostelana, Педро выступал в качестве управляющего (dapifer) на коронационных празднествах. После коронации Педро и Диего собрали войско, чтобы подчинить Галисию своему ставленнику, сначала напав на Луго, который всё ещё был верен Альфонсо Воителю. Они захватили его и, вероятно, оставили там отряд, прежде чем перейти через горы в направлении столицы Леона. Они попали в засаду Альфонсо примерно в двадцати милях от города и потерпели поражение в битве при Виадангосе, где Педро был взят в плен. Диего бежал вместе с молодым Альфонсо Раймундесом и привёз мальчика к Урраке в Галисию, что стало первым случаем физической опеки королевы над сыном с тех пор, как она начала править в 1109 году.
К маю 1112 года Педро Фройлас был освобождён, возможно, для того, чтобы вызвать раскол среди галисийцев, которые перешли на сторону Урраки после битвы при Виадангоса. Уррака вскоре была вынуждена признать Альфонсо своим наследником и соправителем, хотя он был тогда слишком молод, чтобы обладать какой-либо реальной властью, что привело к увеличению власти Педро и Диего Жельмереза. Примерно в это же время молодой Альфонсо был снова отдан под физическую опеку Диего и Педро в обмен на их поддержку против Альфонсо Воителя, короля Арагона. В мае 1112 года королевский замок в Лейро (возможно, Олейрос) на севере Нендоса был пожалован Педро. Однако в течение 1112 года между последователями Урраки, объединившимися в борьбе против Альфонсо Воителя, не возникло никаких разногласий.

### Опекун Альфонсо Раймундеса (1112—1122)
Между 1112 и 1122 годами Педро Фройлас служил Альфонсо Раймундесу в качестве наставника. В самом раннем случае, в мае 1112 года, он описан матерью Альфонсо, королевой Урракой, как тот, «кто вырастил и вскормил моего сына, господина короля Альфонсо», факт, оправданный тем, что он был воспитан при дворе её отца, предыдущего господина короля Альфонсо. 5 июля 1118 года в документе из Селановы Альфонсо назван клиентом («маленьким зависимым») Педро. Уже 22 марта 1122 года Альфонсо всё ещё называл Педро regis altor (королевский защитник). Примерно в это же время, в 1121 или 1122 году, Педро Фройлас заключил окончательный мир со своим старым врагом Ариасом Пересом, женившись на его собственной дочери Ильдарии. К 1121 году второй сын Педру, Фернандо, уже был графом, благодаря своему влиянию при дворе Терезы, графини Португальской. 25 июля 1122 года старший сын Педро, Бермудо, передал брачное имущество своей жене Урраке Энрикес, дочери Терезы Португальской. Этот брак был заключён через Фернандо, и с этой целью его отец передал Бермудо брачное кольцо. В начале века Педро подарил Фернандо повара-мавританца по имени Мартин. Это было принято, чтобы указать на «вкус Педро к мавританской кухне».
В июле 1114 года королева Кастилии и Леона Уррака вторглась в Галисию с намерением лишить Диего Жильмиреза его светской власти. К ней присоединились Педро Фройлас, Мунио Пелаес, Суэро Бермудес, Гутер Вермудес и Родриго Велас, но не её сын. В исторической хартии записано, что «королева Донья Уррака царствует со своим сыном Доном Альфонсо в Королевстве Испании [и] раздор также остаётся между ними». Заговор против Диего упоминается в королевской хартии от 23 июля, в «Historia compostelana» и в частном документе Леонского собора (26 июля). Диего Жельмирез и Педро не всегда были в хороших отношениях, и «Historia compostelana» обвиняла Педро в том, что он опустошает галисийскую церковь, а иногда даже грабит бедных. Однако в июле 1114 года Педро Фройлас передумал и поддержал Диего. После того, как Диего успешно защитил себя от обвинений Урраки, королева удалилась из Сантьяго-де-Компостелла в Сальнес, планируя похитить Диего в Ирия-Флавия. Епископ был предупреждён в секретном послании от Педро и скрылся от людей королевы. Затем начались переговоры, и королева Уррака, Педро, Муньо и Родриго поклялись уважать права епископства на его владение.

### Педро и Альфонсо против Диего и Урраки (1116—1118)

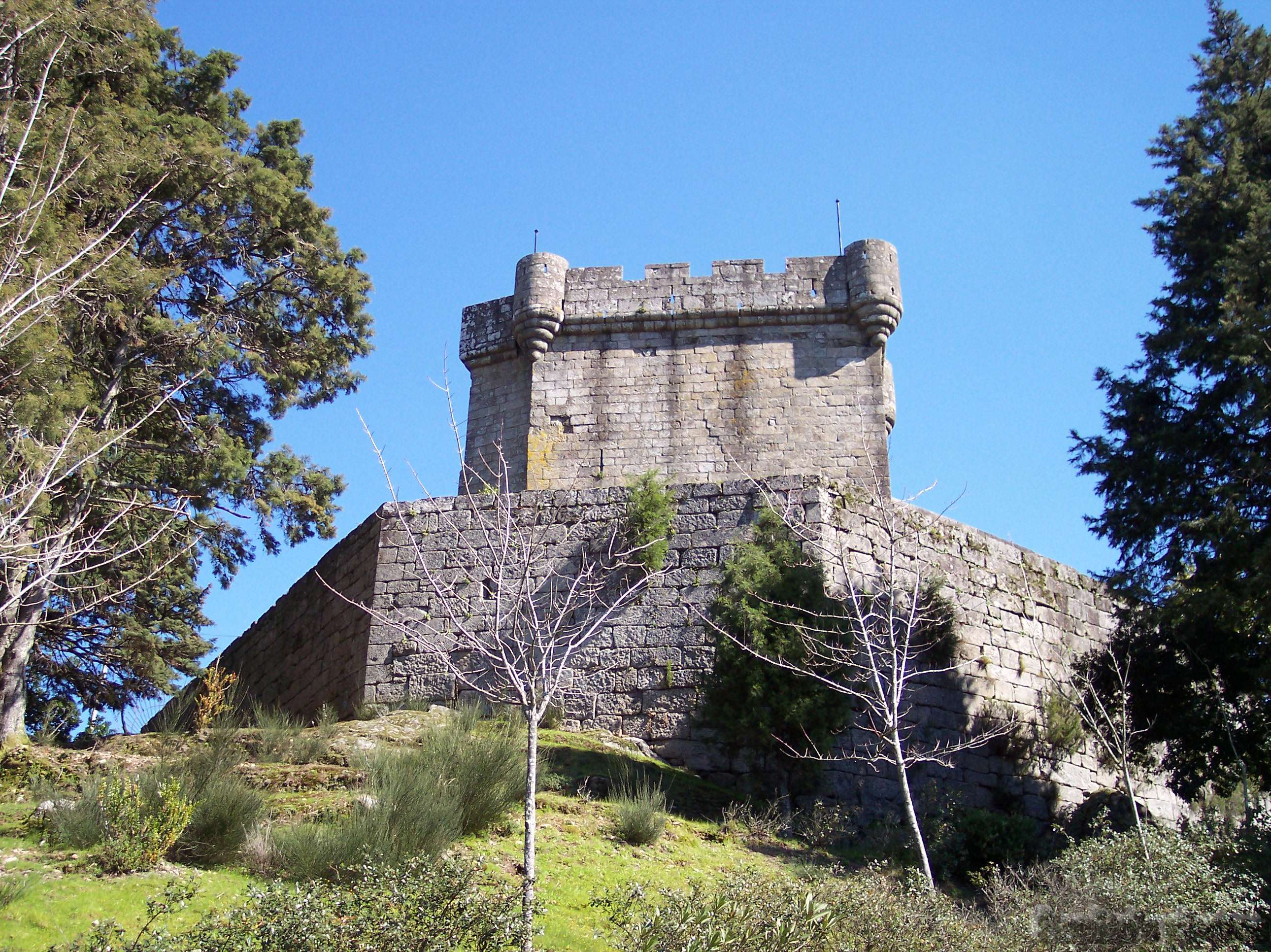
Замок Собрано, в котором Педро Фройлас застигнул врасплох и осадил королеву Урраку.

В марте или апреле 1116 года Педро Фройлас сражался вместе с Альфонсо Раймундесом в окрестностях Толедо от имени Урраки. Через это он узнал о заговоре королевы с целью захвата архиепископа и во второй раз должным образом предупредил его. Педро и Альфонсо быстро вернулись в Галисию и подняли знамя восстания. Королева Уррака прошла через Триакастелу и Меллид, маршрут, которым обычно следуют паломники в Сантьяго-де-Компостела, в Галисии, приобретя по пути много сторонников. Удивительно, но жители Сантьяго-де-Компостелы были готовы сражаться за неё против своего господина Диего и его союзников. Мятежники были вынуждены оставить столицу Галисии Урраке, которая поспешно заключила новый союз с Диего.
18 мая 1116 года королева Уррака даровала Диего хартию, подписанную Педро Фройласом, указывая, что по крайней мере первоначально он тоже был вовлечён в союз с королевой. Но когда Уррака выступила против Гомеса Нуньеса, чьи земли охраняли дороги в Португалию из Галисии, она была застигнута врасплох и осаждена в Соброзо Педро в союзе с графиней Терезой. Королева Уррака была вынуждена отступить в Компостелу, а оттуда в Леон. Разрыв Педро с королевой Урракой отразил временную перемену в его отношениях с Диего Жельмирезом. Не вполне соблюдая свою клятву епископу, в 1116 году Диего прогнал Педро с территорий его архиепископства в горы вокруг Десы. В «Истории» также записано, что он руководил набегами, во время которых издевался над крепостными и скотом.
Осенью 1116 года королева Леона Уррака провела суд в Саагуне и там начала переговоры с партией своего сына Альфонсо, возглавляемой Диего и Педро. Единственной надёжной датой для этих переговоров является хартия от 15 октября, которую королева издала в Саагуне. Уррака сумела хотя бы на время вытянуть своего сына Альфонсо из орбиты Педро Фройласа и Диего Жельмиреза, предоставив ему Королевство Толедо в качестве удела. К ноябрю, когда Альфонсо исполнилось двенадцать лет, он вступил в Толедо, чтобы править им. В «История Компостелана» также утверждается, что Уррака уступила своему сыну, а косвенно и его опекунам, власть в Галисии, хотя документальных подтверждений этому нет. Это кажется особенно маловероятным в свете очевидной слабости союза Диего Жельмиреза и Педро в то время и отсутствия поддержки для них в самом Сантьяго-де-Компостела.
Весной 1117 года, вероятно в июне, Уррака, после кампании против Терезы в Южной Галисии, прибыла в Сантьяго, чтобы выступить посредником между Диего и советом (concejo), который управлял городом де-факто в течение последнего года. Во время частной встречи между Урракой и Диего Жельмирезом в епископском дворце горожане взбунтовались и вынудили их укрыться в строящейся башне собора, которую они тут же подожгли. Когда королева вышла, толпа схватила её, раздела и забросала камнями, прежде чем некоторые умеренные спасли её. Добившись от неё обещания амнистии, они отпустили её из города. Уррака и Диего Жельмирез, которым удалось спастись невредимыми, присоединились к армии, собравшейся под командованием Педро Фройласа и Альфонсо. Увидев приближение войск Педро, город сдался. Её лидеры были изгнаны, а их имущество конфисковано. Городу была назначена контрибуция, и правление архиепископа было восстановлено.

## Окончание войны с Урракой (1120—1123)

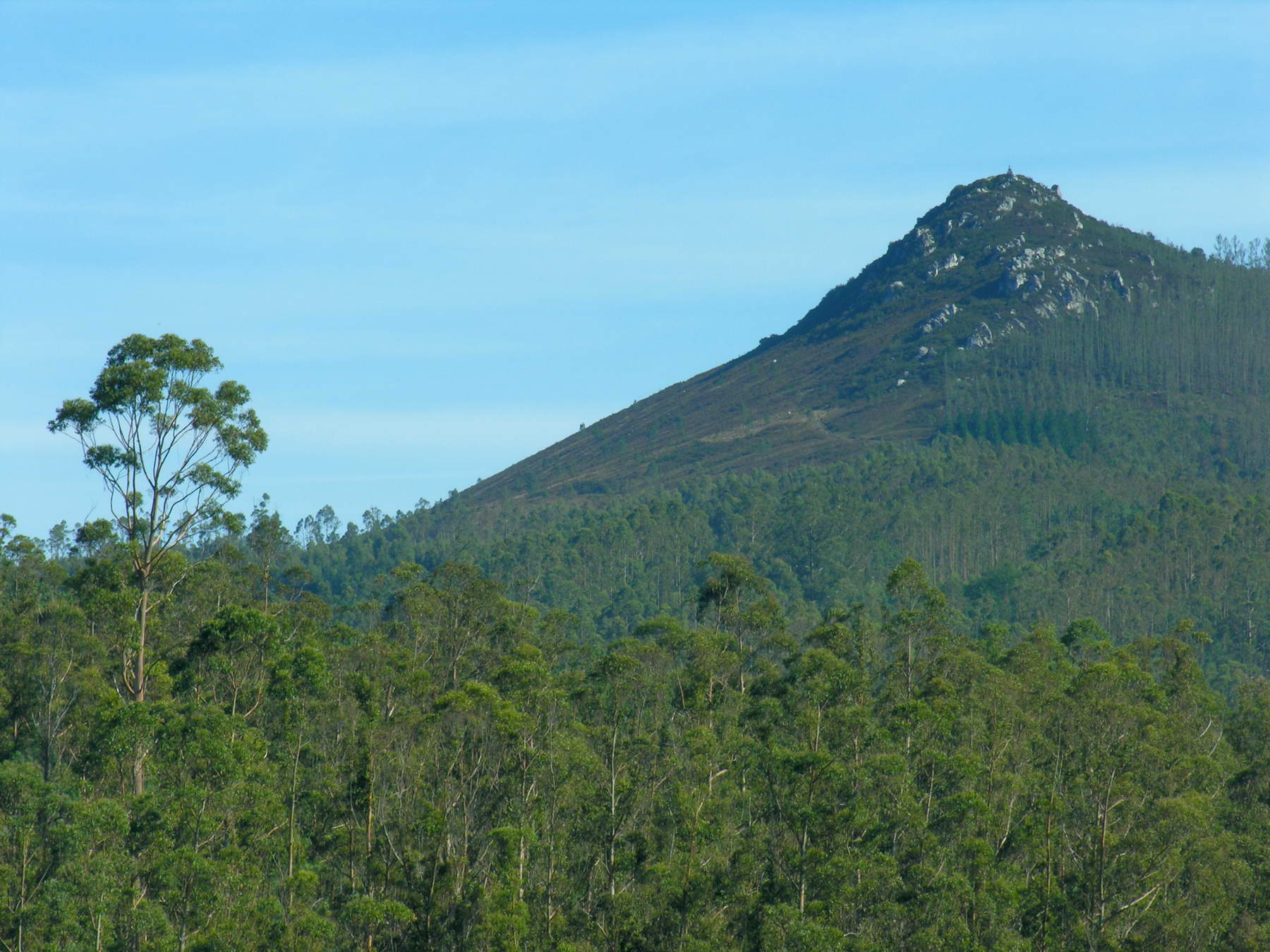
Пико Сакро («священный пик»), где королева Уррака Леонская разбила лагерь своей армии, чтобы угрожать Сантьяго

В 1118—1119 годах Педро Фройлас, как показывают сохранившиеся документы того периода, был самым важным сановником, поддерживавшим королевские прерогативы и имперские притязания Альфонсо Раймундеса. Весной 1120 года Уррака вернулся в Галисию и заключила с архиепископом Диего военный союз против некоторых сторонников Педро Фройласа. Местная кампания прошла успешно. Однако во время последующей кампании против графини Терезы Португальской Уррака заключила Диего в тюрьму и попыталась напрямую утвердить свою власть над его сеньорией. В этот момент её сын покинул лагерь и присоединился к лагерю Педро в окрестностях Сантьяго. Это подтолкнуло некоторых горожан к восстанию в поддержку Диего, и Уррака была вынуждена освободить его 28 июля 1120 года, хотя она и не восстановила его светскую власть. Тогда архиепископ заручился поддержкой Педро, Альфонсо и Терезы. Осенью королева Уррака была вынуждена уступить фискальные земли вокруг Саагуна прямому правлению своего сына.
В 1121 году королева Кастилии Уррака конфисковала светскую власть архиепископа Сантьяго, включая его крепости и замки. Это привело к спору с папством, и папа римский Каликст II направил королеве письма с угрозами отлучения от церкви. Переговоры между королевой и епископом возобновились, но вскоре они были прерваны, и Уррака собрала армию и вторглась в Галисию. Она отправилась в замок Кира, а оттуда в Табейрос и Сальнес, и, наконец, разбила лагерь на горе Пикосакро, недалеко от Сантьяго-де-Компостела. Архиепископ Диего и граф Педро собрали свои силы и устроили несколько стычек, но прелат вскоре заключил мир. В королевском документе от 23 мая записано, что Уррака находилась in obsidione super Acromonte («в осаде над Акромонте»), вероятно, ссылка на Пикосакро. Это указывает на то, что, вопреки свидетельству Historia compostelana, Альфонсо Раймундес был тогда с войсками своей матери, а не с войсками Педро Фройласа. Диего смог в конечном счёте добиться возвращения земель своей церкви, и, вероятно, Педро получил столь же благоприятное разрешение от королевы. Он был с королевой 22 марта 1122 года, когда она подтвердила дарение Альфонсо монастыря Сан-Мартин-де-Пинарио церкви Компостела, и снова был с ней 8 марта 1123 года в Луго, с большей частью галисийской высшей знати. Вскоре после этого, а может быть, и до того, как 27 марта она пришла к соглашению с архиепископом Диего, королева Уррака приказала арестовать Педро Фройласа и посадить его в тюрьму вместе с его сыновьями. Её точный мотив неясен, хотя его феоды были конфискованы. Педро оставался королевским пленником по крайней мере до самой смерти Урраки, а его сыновья продолжали поддерживать её врага, Терезу Португальскую. Chronicon Iriense по истории епархии Сантьяго-де-Компостела, возможно, была написана между 1121 годом, когда Педро и галисийские магнаты были вынуждены принести клятву епископу Диего, и 1123 годом, когда Педро и его сыновья были заключены в тюрьму королевой. В связи с этим «Хроникон» был создан для того, чтобы подкрепить притязания Диего обращением к истории.

## Религиозное покровительство

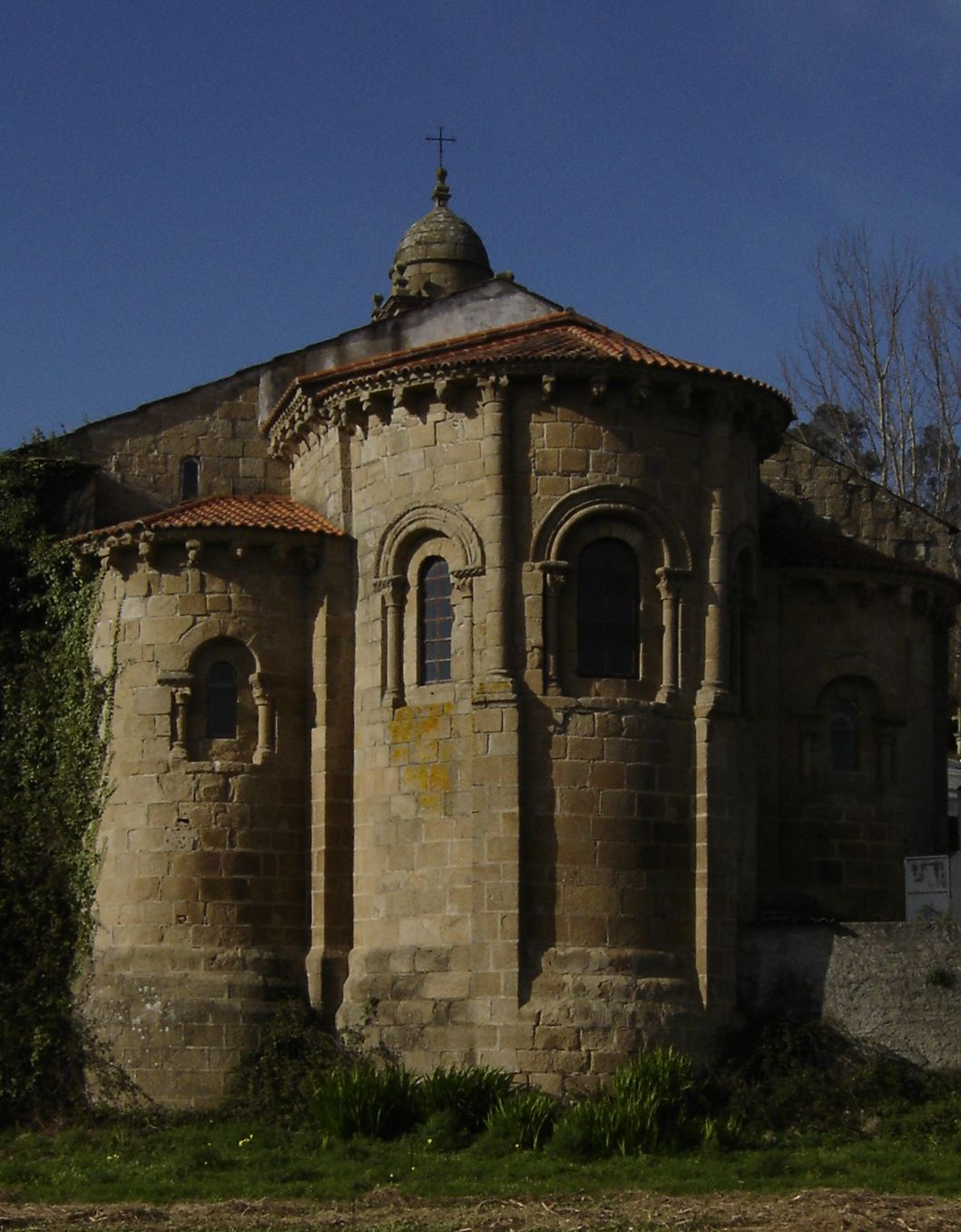
Апсида монастыря Хубия, который был главным бенефициаром религиозного покровительства Педро Фройласа и который он в конце концов был им передан Клюнийскому аббатству.

Педро был главным покровителем бенедиктинского монашества и Клюнийской реформы. Он делал пожертвования Хубии, Неменьо и Педросо. 14 декабря 1113 года Педро и его братья и сестры пожаловали Хубию аббатству Клюни. Кроме того, было зарегистрировано три подозрительных пожертвования регулярному духовенству Каабейро. Где-то в начале 1120-х годов, по настоянию Диего Гельмиреса, Педро даровал церкви Коспиндо близ Трабы архиепископию Сантьяго-де-Компостела. Другие его благодеяния престолу были столь многочисленны, что автор «Historia compostelana» отказался перечислить их все. Причиной такой щедрости было желание Педро и его второй жены быть похороненными в соборе Сантьяго-де-Компостела. Известно также, что Педро делал пожертвования епархии Мондоньедо, расположенной к востоку от его владений.
Historia compostelana сообщает, что около 1100 года в Галисии не было женских монастырей. Это было исправлено Педро Фройласом незадолго до 1108 года. Монастырь Цинес (Cinis), давно покинутый, он недавно воскрес как община монахинь. В начале 1108 года при поддержке папы и епископа некий аббат Нуньо (Мунио) с монашеской общиной изгнал дам и восстановил там монастырь. Педро, в свою очередь, убрал мужчин, а на их место поставил женщин. Среди них, возможно, были две из трёх его известных сестёр. Висклавара, которая никогда не была замужем и была плодовитым религиозным донором — для Jubia, Cines, Carboeiro и собора Сантьяго — всё ещё была в светской жизни в 1097 году, но была описана как «служанка служанок Бога» (ancillarum Dei ancilla) в 1114 году. Другая сестра, Мунья, постоянно упоминается в источниках как «обетованная Богу» (Deo vota). Она прожила до 1145 года и также была донором Хубии.
Удаление монахов из Синеса спровоцировало спор, который в конце концов был доведён до сведения папы римского Пасхалия II. Сначала изгнанные монахи убедили его, и он направил письмо епископам Компостелы, Мондоньедо и Луго, датированное 1 мая 1109 года, в котором приказал им выразить протест против действий графа Педро. В то же время Бернару де Седираку, апостольскому легату, было послано второе письмо. В ответ Педро совершил паломничество в Рим с архивами монастыря Синес, чтобы представить своё дело римской курии. Там он убедил Пасхалия, что монастырь — семейное владение. Пасхалий послал новое письмо Бернарду и Диего, датированное 11 апреля 1110 года, приказывая им восстановить женщин в Синесе.

## Смерть

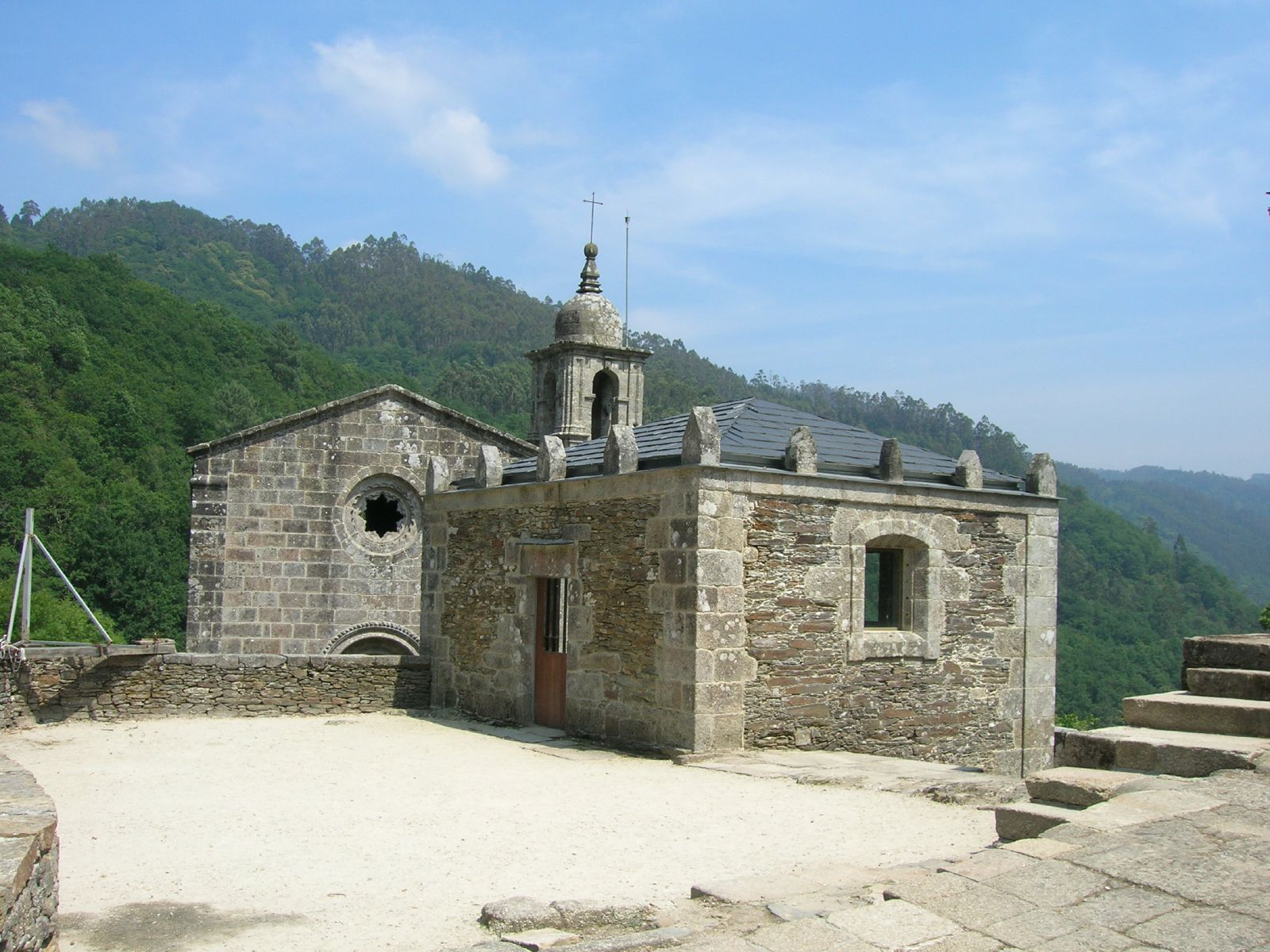
Отношения Педро Фройласа с монастырём Каабейро, возможно, несколько искажено в сохранившихся документах, но документ отсюда является одним из последних записей Педро (1125) и единственным, который называет его в качестве графа де Трастамара, то есть земли за рекой Тамбре (Тамара).

Педро Фройлас не упоминается ни в одном королевском документе после его заключения в тюрьму в 1123 году. Его жена называет его содонором Тресанкос и Немитос в Хубии 27 февраля 1125 года. В документе Каабейро, датированном 1125 годом, Педро Фройлас упоминается как граф Трастамара, титул, который часто носили его потомки . Последний раз Педро упоминается в документе от 25 марта 1126 года. 3 мая его вдова сделала пожертвование монастырю Саагун ради спасения его души, возможно, указывая на то, что он умер в это время . В Истории Компостеланы записано о том, что Педро разделил своё имущество между наследниками на смертном одре с согласия жены и детей, хотя никаких письменных свидетельств об этом разделе не сохранилось. Некоторые современные источники датируют смерть Педро 1128 годом, но лишь немногие приводят причины. Предсмертная щедрость Педро в пользу Сантьяго-де-Компостела, зафиксированная в «Historia compostelana», датируется 1128 годом.
Историк Ричард Флетчер отмечал, как много путешествовал Педро и какие у него были связи для дворянина его времени: «воспитание при дворе Альфонсо VI, должно быть, познакомило его с большинством районов королевства Леон-Кастилия; он провёл некоторое время в плену в Арагоне; среди его знакомых были принцы Южной Франции». Он был похоронен в Соборе Компостела, где его гробница, увенчанная изваянием, высеченным в камне, до сих пор находится в «часовне реликвий». На центральной площади Компостелы он когда-то поставил свою железную статую, которая не сохранилась до наших дней.